# Аллен, Рассел
Рассел Аллен (англ. Russell Allen; родился 19 июля 1971 года в Лонг Бич) — американский певец, вокалист прогрессив-метал группы Symphony X. В настоящее время является также вокалистом грув-метал Adrenaline Mob и Level 10 (основана в 2012 году).

## Биография
Рассел Аллен начал петь ещё в раннем возрасте и впервые выступил перед публикой, когда ему было пять лет. В детстве на него оказала огромное влияние кантри-музыка, особенно, такие её исполнители как Вилли Нельсон и Джонни Кэш. В школе Рассел выступал на шоу талантов, а также начал осваивать игру на различных музыкальных инструментах. Он начал с кларнета и барабана, потом перешёл на пианино, и в конечном итоге стал играть на гитаре. Тем не менее, Рассел никогда не пробовался гитаристом ни в какие группы, поскольку техника его игры была достаточно слаба. Основной упор он делал на вокал.
По мере освоения рок-музыки, Рассел Аллен увлёкся такими группами, как Iron Maiden, Rainbow, Black Sabbath, Led Zeppelin, потом его заинтересовал прог-рок. В 1994 году, когда Symphony X покинул вокалист Род Тайлер, гитарист Майкл Ромео пригласил на его место Аллена. С тех пор Рассел остаётся бессменным вокалистом группы.
Помимо основного коллектива, Рассел Аллен принимал участие в таких проектах как Avantasia, Ayreon, Genius a Rock Opera, Star One. Также у него есть совместный музыкальный проект с норвежским вокалистом Йорном Ланде под названием Allen-Lande, под маркой которого вышло уже четыре альбома (The Battle, The Revenge, The Showdown and The Great Divide).
В 2005 году Рассел выпустил свой первый сольный альбом Russell Allen’s Atomic Soul, выдержанный в стиле хард-рока.
Во второй половине 2011 года Рассел Аллен и бывший барабанщик Dream Theater Майк Портной выпускают одноимённый мини-альбом своего нового совместного проекта Adrenaline Mob.

## Дискография

### Соло
вокалист, гитарист, клавишник, бас-гитарист
- Russell Allen’s Atomic Soul (2005)

### Symphony X
вокалист с 1995 года
- The Damnation Game (1995)
- The Divine Wings of Tragedy (1997)
- Twilight in Olympus (1998)
- V: The New Mythology Suite (2000)
- Live on the Edge of Forever (2001, концертный альбом)
- The Odyssey (2002)
- Paradise Lost (2007)
- Iconoclast (2011)
- Underworld (2015)

### Ayreon
гостевой вокал
- Flight of the Migrator (2000)
- The Source (2017)

### Star One
вокалист с 2002 года (на альбомах упомянут как Sir Russell Allen)
- Space Metal (2002)
- Live On Earth (2003, концертный альбом и видео)
- Victims of the Modern Age (2010)
- Revel in Time (2022)

### Allen-Lande
вокалист с 2005 года
- The Battle (2005)
- The Revenge (2007)
- The Showdown (2010)
- The Great Divide (2014)

### Genius A Rock Opera
гостевой вокал (в роли Командира Бойцов Лиги Снов)
- Episode 2: In Search of the Little Prince (2004)

### Dream Theater
гостевой бэк-вокал
- Cemetery Gates (Pantera cover) (Live) (2005)

### Avantasia
гостевой вокалист
- The Wicked Symphony (2010)
- Angel of Babylon (2010)

### Adrenaline Mob
вокалист с 2011 года
- Adrenaline Mob (2011, EP)
- Omertà (2012)
- Covertá (2013, EP)
- Men Of Honor (2014)
- Dearly Departed (2015, EP)
- We The People (2017)

### Level 10
вокалист с 2012 года
- Chapter One (2015)